# Дечје установе
Дечје установе су институције које оснива држава, локална самоуправа и друге организације или лица, са циљем збрињавања деце у одређеном временском периоду. Збрињавање укључује задовољење дечјих развојних и културних потреба, као и рекреацију и одмор. Облици рада које организују дечје установе су бројни и различити, што доминантно одређује узраст деце и врсту дечје установе. Међу најзначајније спадају предшколске установе и дечја одмаралишта.